# Lillemer
Lillemer település Franciaországban, Ille-et-Vilaine megyében. Lakosainak száma 383 fő (2022. január 1.). Lillemer La Fresnais, Plerguer, Roz-Landrieux és Saint-Guinoux községekkel határos.

## Népesség
A település népességének változása:
| Lakosok száma | 239  | 233  | 225  | 244  | 324  | 347  | 358  | 367  | 370  | 383  |
|               | 1968 | 1982 | 1990 | 2006 | 2013 | 2015 | 2017 | 2019 | 2020 | 2022 |